# 亞采克·邁赫羅夫斯基
亚采克·邁赫羅夫斯基（波蘭語：Jacek Majchrowski，1947年1月13日—），波兰政治家、律师、历史学家，亞捷隆大學教授，自2002年起担任克拉科夫市长，是该市历史上任期最长的市长，也是唯一一位连续五次通过市民直接选举产生的市长。